# Luo Žung-chuan
Luo Žung-chuan (čínsky pchin-jinem Luó Rónghuán, znaky zjednodušené 罗荣桓, tradiční 羅榮桓, 26. listopadu 1902 — 26. prosince 1963) byl čínský komunistický vojevůdce a politik, maršál Čínské lidové republiky.

## Život
Narodil se roku 1902 v okrese Cheng-šan v provincii Chu-nan. Absolvoval střední školu v Čchang-ša a v letech 1924–1926 studoval na univerzitě v Čching-tao. V dubnu 1927 nastoupil na přírodovědeckou fakultu univerzity ve Wu-čchangu a současně vstoupil do Komunistického svazu mládeže, později téhož roku i do Komunistické strany Číny. V létě 1927 byl komunistickou stranou vyslán na venkov do okresů Tung-čcheng a Čchung-jang (na jihovýchodě Chu-peje) organizovat rolnické hnutí, na podzim se v čele těchto rolníků připojil k povstání podzimní sklizně. 
Po porážce povstání jeho oddíl ustoupil spolu s dalšími na jih do hor Ťing-kang-šan, kde (a později v jižní Ťiang-si) komunistické jednotky pod velením Ču Teho a Mao Ce-tunga vytvořili sovětskou oblast. Luo Žung-chuan ve sporech Mao Ce-tunga s Ču Tem koncem 20. let podpořil prvého,  od roku 1929 působil jako politický komisař 1. kolony (později v letech 1930–1931 4. sboru) vedené Lin Piaem. S Lin Piaem se účastnil bojů v Ťiang-si a Fu-ťienu, a odražení prvních tří obkličovacích kampaní. Roku 1932 se stal náčelníkem politického oddělení 1. sboru (velitel Lin Piao), roku 1933 přešel na stejnou funkci ve vojenské oblasti Ťiang-si, pak v letech 1933–1934 pracoval na hlavní politické správě a podílel se na mobilizaci a organizaci nových jednotek čínské Rudé armády. Účastnil se Dlouhého pochodu, na jeho počátku byl vedoucím politického oddělení 8. sboru (září–prosinec 1934), po jeho zrušení působil v různých funkcích v politickém aparátu armády.
Od podzimu 1937 se vrátil k Lin Piaovým jednotkám, jako náčelník politického oddělení 115. divize (velitel Lin Piao, později Čchen Kuang) 8. pochodové armády, od roku 1938 komisař 115. divize. Koncem roku 1938 se svými jednotkami přesunul do Šan-tungu, kde za bojů s Japonci a čínskými antikomunisty postupně vznikla silná komunistická základna. Od roku 1942 byl velitelem a komisařem Šantungského vojenského okruhu a tajemníkem šantungského subbyra KS Číny. Na podzim 1945 se většina šantungských komunistických vojsk přesunula do Mandžuska, Luo se stal druhým komisařem tamních sil (Severovýchodní lidové autonomní armády).  Onemocněl rakovinou ledviny a v letech 1946/1947 se léčil v Sovětském svazu, po návratu byl roku 1947 jmenován komisařem Severovýchodní demokratické spojenecké armády (tedy komunistických vojsk v Mandžusku, velel jim Lin Piao, ve funkci komisaře Luo nahradil Pcheng Čena).
Severovýchodní polní armáda (opětně přejmenovaná vojska v Mandžusku) byla v březnu 1949 znovu přejmenována na  4. polní armádu, z ní roku 1950 vznikl Středojižní vojenský okruh. Výše uvedeným vojskům velel Lin Piao, komisařem byl Luo, po vzniku středojižního byra ÚV KS Číny se Luo stal jeho druhým tajemníkem. 4. polní armáda byla poté nasazena při dobývání Chu-nanu, Ťiang-si a provincií více na jih (Kuang-tung, Kuang-si)
V říjnu 1949 byl Luo přeložen do Pekingu, kde se stal členem Ústřední lidové vlády a generálním prokurátorem Nejvyšší lidové prokuratury (do 1954). Současně byl od dubna 1950 do prosince 1956 a znovu od ledna 1961 náčelníkem hlavní politické správy Lidové revoluční vojenské rady (resp. od září 1954 hlavní politické správy Čínské lidové osvobozenecké armády, ČLOA) a od roku 1954 i náčelníkem hlavní správy kádrů ČLOA (roku 1956 byla začleněna do politické správy). Roku 1955 obdržel hodnost maršála Čínské lidové republiky, jako jeden z deseti nejvýše postavených čínských komunistických vojevůdců.
Zastával vysoké funkce ve vedení komunistické strany – od roku 1945 byl členem jejího ústředního výboru (zvolen na VII. sjezdu a znovuzvolen na VIII. sjezdu), od roku 1956 jeho politbyra. Podílel se celkovém vedení ozbrojených sil jako místopředseda Lidové revoluční vojenské rady (červen–září 1954), člen vojenské komise KS Číny (člen od 1954, člen stálého výboru od 1959), místopředseda Státního výboru obrany (od 1954).
Zemřel po dlouhé nemoci v prosinci 1963 v Pekingu, pohřben je na pekingském Papaošanském revolučním hřbitově.